# Élections municipales groenlandaises de 2017
Les élections municipales groenlandaises de 2017 se déroulent le 4 avril 2017.

## Résultats
| Parti                    | Parti                    | Voix   | %     | +/- | Sièges | +/-           |
| ------------------------ | ------------------------ | ------ | ----- | --- | ------ | ------------- |
|                          | Siumut (S)               | 10 407 | 41,5  | 6,0 | 39     | 3             |
|                          | Inuit Ataqatigiit (IA)   | 8 117  | 32,4  | 3,0 | 26     | 6             |
|                          | Atassut (A)              | 2 949  | 11,8  | 1,1 | 9      | en stagnation |
|                          | Les Démocrates (D)       | 2 059  | 8,2   | 1,8 | 4      | 2             |
|                          | Partii Naleraq (PN)      | 1 143  | 4,6   | Nv  | 3      | Nv            |
|                          |                          |        |       |     |        |               |
| Votes valides            | Votes valides            | 24 675 | 98,47 |     |        |               |
| Votes blancs             | Votes blancs             | 252    | 1,00  |     |        |               |
| Votes nuls               | Votes nuls               | 132    | 0,53  |     |        |               |
| Total                    | Total                    | 25 059 | 100   | -   | 81     | 11            |
| Abstentions              | Abstentions              | 15 977 | 38,93 |     |        |               |
| Inscrits / participation | Inscrits / participation | 41 036 | 61,07 |     |        |               |

## Résultats détaillés
| Parti | Parti             | Sièges |
| ----- | ----------------- | ------ |
|       | Siumut            | 9      |
|       | Atassut           | 3      |
|       | Inuit Ataqatigiit | 2      |
|       | Partii Naleraq    | 2      |
|       | Les Démocrates    | 1      |
| Total | Total             | 17     |

| Parti | Parti             | Sièges |
| ----- | ----------------- | ------ |
|       | Siumut            | 9      |
|       | Inuit Ataqatigiit | 5      |
|       | Atassut           | 1      |
| Total | Total             | 15     |

| Parti | Parti             | Sièges |
| ----- | ----------------- | ------ |
|       | Inuit Ataqatigiit | 7      |
|       | Siumut            | 7      |
|       | Atassut           | 1      |
| Total | Total             | 15     |

| Parti | Parti             | Sièges |
| ----- | ----------------- | ------ |
|       | Siumut            | 8      |
|       | Inuit Ataqatigiit | 3      |
|       | Atassut           | 3      |
|       | Partii Naleraq    | 1      |
| Total | Total             | 15     |

| Parti | Parti             | Sièges |
| ----- | ----------------- | ------ |
|       | Inuit Ataqatigiit | 9      |
|       | Siumut            | 6      |
|       | Les Démocrates    | 3      |
|       | Atassut           | 1      |
| Total | Total             | 19     |